# سیگبرت وسکس
سیگبرت (به انگلیسی: Sigebert) شاه ساکسون غربی (وسکس) از ۷۵۶ تا ۷۵۷ بود. او پس از مرگ شاه کوترد که از خویشان او بود در ۷۵۶ جانشین او شد. سیگبرت فردی فاسد و ظالم بود و دیری نگذشت که با شورش نجبا مواجه گردید و یک سال بعد رسماً از قدرت خلع و کینولف جایگزین او شد. چندی بعد سیگبرت یکی از الدورمن‌های بانفوذ به نام کامبرن را کشت و گریخت، اما مورد تعقیب قرار گرفت و در جنگلی در همپشایر به قتل رسید. ۳۰ سال پس از این اتفاق کینهرد، برادر سیگبرت، کینولف، شاه وسکس را به قتل رساند.